# Лејк Монтезума (Аризона)
Лејк Монтезума (енгл. Lake Montezuma) насељено је место без административног статуса у америчкој савезној држави Аризона.

## Демографија
По попису из 2010. године број становника је 4.706, што је 1.362 (40,7%) становника више него 2000. године.
| Група             | 2000.         | 2010.         |
| Белци             | 2.963 (88,6%) | 3.669 (78,0%) |
| Афроамериканци    | 3 (0,1%)      | 24 (0,5%)     |
| Азијати           | 6 (0,2%)      | 23 (0,5%)     |
| Хиспаноамериканци | 243 (7,3%)    | 766 (16,3%)   |
| Укупно            | 3.344         | 4.706         |